# Margaret Millar
Margaret Millar, född Sturm den 5 februari 1915 i Kitchener i Ontario, död 26 mars 1994 i Montecito i Kalifornien, var en kanadensisk-amerikansk kriminalförfattare. Hon studerade vid universitetet i Toronto. 1938 gifte hon sig med Kenneth Millar (som skrev under pseudonymen Ross Macdonald) och flyttade med honom till USA.
Margaret Millar skrev psykologiska thrillers och deckare.

## Böcker översatta till svenska
- Medan snön föll, 1948 (Fire will freeze)
- Äventyr i Lissabon, Svenska novellmagasinet 1948:6
- Sommarens sista ros, 1953 (Rose's last summer)
- Vinden bådar ont, 1958 (An air that kills)
- De lyssnande väggarna, 1961 (The listening walls)
- Villebråd i sikte, 1963 (Beast in view)
- Som i en dröm samt novellen Grannarna, 1978 (A stranger in my grave + The couple next door)

## Priser och utmärkelser
- 1956 Best Novel Edgar Award from the Mystery Writers of America för Villebråd i sikte